# Lino Zanini
Lino Zanini (Riese, 6 maggio 1909 – Città del Vaticano, 25 ottobre 1997) è stato un arcivescovo cattolico e nunzio apostolico italiano.

## Biografia
Lino Zanini nacque a Riese il 6 maggio 1909.

### Formazione e ministero sacerdotale
Il 2 luglio 1933 fu ordinato presbitero dal cardinale Pietro La Fontaine.
Dopo un breve periodo di ministero pastorale svolto nelle parrocchie di San Giovanni Battista di Jesolo e di Chirignago, nel 1938 entrò nel servizio diplomatico della Santa Sede.
Le edizioni dell'Annuario Pontificio a partire da quella del 1940 mostrano che il 3 marzo 1939 papa Pio XII lo nominò cameriere segreto soprannumerario e che servì nelle rappresentanze pontificie in Ecuador, Cile, Perù, Belgio (con Lussemburgo) e Libano.
Mount e Randall, che riportano un detto attribuito a Juan Domingo Perón, secondo cui la sua caduta (1955) seguì l'arrivo di Zanini nella nunziatura di Buenos Aires (dove però il nunzio era in realtà Mario Zanin, non Lino Zanini), affermano che Zanini fece la gavetta ("cut his diplomatic teeth") in Argentina. Una supposta nomina di Zanini alla nunziatura in Argentina nel 1955, perfino in una posizione subalterna, non risulta dall'Annuario Pontificio dell'epoca; lo stesso Zanini, in un'intervista del 1983, negò di essere mai stato in Argentina prima di diventare nunzio.
Dopo un periodo trascorso nella Segreteria di Stato Vaticana, il 25 febbraio 1957 papa Pio XII lo nominò incaricato d'affari e poi internunzio apostolico in Iran.

### Nunzio nella Repubblica Dominicana
Il 16 giugno 1959 papa Giovanni XXIII lo nominò arcivescovo titolare di Adrianopoli di Emimonto e nunzio apostolico nella Repubblica Dominicana. Ricevette l'ordinazione episcopale il 3 settembre successivo nella chiesa arcipretale di Riese Pio X dal cardinale Giovanni Urbani, patriarca di Venezia, coconsacranti il vescovo di Treviso Antonio Mistrorigo e il vescovo ausiliare di Venezia Giuseppe Olivotti.
A quel tempo la Repubblica Dominicana era governata dal dittatore Rafael Leónidas Trujillo, col quale le gerarchie ecclesiastiche si trovavano in contrasto. Zanini, fedele alle istruzioni dategli dalla Santa Sede di mantenere una prudente distanza e relazioni fredde con Trujillo e con il suo regime, fece in modo di ritardare il suo arrivo nella repubblica fino al 25 ottobre, il giorno seguente il compleanno di Trujillo, evitando in tal modo di partecipare ai festeggiamenti pubblici dell'anniversario della nascita del dittatore.
Pochi giorni dopo il suo arrivo, Trujillo lo fece invitare a partecipare all'inaugurazione presidenziale di una grande fiera mercato del bestiame. Zanini rispose che la benedizione spetterebbe ad un ecclesiastico locale, non a uno la cui missione aveva carattere diplomatico. Questa risposta gli guadagnò l'odio del ministro degli esteri, che gli trasmise l'invito, o, secondo una fonte in inglese, dello stesso Trujillo. Dopo tale incontro Zanini evitava i contatti con il ministro degli esteri, e nelle sue relazioni ufficiali si rivolgeva invece al vice presidente Joaquín Balaguer.
Nel suo libro del 1966 Trujillo: The Life and Times of a Caribbean Dictator Robert D. Crassweller racconta una storia ripetuta in vari libri posteriori. Si trova ancora nel 2013, sempre attribuita a Crossweiler, nel libro di Mount e Randall, The Caribbean Basin, che dichiara che l'ex dittatore argentino Perón, che si trovava in esilio nella Repubblica Dominicana sotto la protezione del governo, decise di spostarsi in Spagna, ammonendo Trujillo che "è stato quest'uomo quello che ha causato la mia caduta. Ovunque quest'uomo mette piede causa problemi. Stai bene attento a te stesso" Si tratta però di una svista o di Crassweller o dello stesso Perón, perché Lino Zanini non stava in Argentina al tempo della caduta del Perón, periodo nel quale il nunzio a Buenos Aires non era Lino Zanini ma Mario Zanin. Già nel 1976 Juan Sebastián Belza attirò l'attenzione sull'infondatezza della leggenda.
Il 31 gennaio dell'anno seguente fu letta nelle chiese della nazione una lettera pastorale firmata il 25 dello stesso mese dai sette vescovi locali e distribuita segretamente per evitare che i servizi governativi ne venissero previamente a conoscenza. Fu consegnata ai sacerdoti in una busta chiusa da non aprire prima del momento di leggere la lettera nella messa domenicale di tale giorno. La lettera era una denuncia della repressione operata dal dittatore in seguito ad avvenimenti del 14 giugno 1959.
Mount e Randall, nella stessa pagina in cui affermano che Zanini "fece la gavetta" della sua carriera diplomatica in Argentina in un periodo in cui il nunzio in tale nazione era Mario Zanin, affermazione negata dallo stesso Zanini, qualifica come "proveniente da Zanini" ("from Zanini") la lettera letta nelle chiese della Repubblica Dominicana il 31 gennaio 1960. Non indicano il senso in cui intendono tale espressione: lettera inviata da Zanini, scritta da Zanini, iniziativa di Zanini, o qualche altro senso. Per quello che riguarda il progetto di testo che servì come base di discussione nella riunione dei vescovi il lunedì precedente la pubblicazione, Chez Checo diceva nel 2004 che allora non si sapeva l'identità dell'estensore del testo, e aggiunse che un vescovo da lui non identificato gli aveva detto che l'autore era un certo sacerdote scolapio spagnolo. Più tardi è stata svelata la vera identità dell'autore: il vescovo Juan Félix Pepén, che aveva preso possesso della nuova diocesi di Nuestra Señora de la Altagracia en Higüey il 12 ottobre precedente, era colui che intraprese questo compito dopo avere consultato il nunzio e ricevuto il suo incoraggiamento.
La lettera-denuncia dei vescovi dal titolo "Lettera pastorale collettiva dei Vescovi della Repubblica Dominicana in occasione della Festa della Madonna de la Altagracia", recava la firma di tutti i vescovi.
Il ministro degli esteri domenicano fu inviato in Vaticano per esprimere le rimostranze del governo per il contenuto della lettera, ma papa Giovanni XXIII rispose che concordava con il contenuto della stessa. Anche la diplomazia statunitense, che per anni aveva favorito la dittatura, avendo notato il deciso accentuarsi della opposizione della chiesa nei confronti del governo, concomitante con l'arrivo del nuovo nunzio, si mosse per accertare la concordanza di pensiero fra Zanini e la curia vaticana; avutane conferma espresse la sua simpatia verso lo stesso.
La nunziatura di Zanini si concluse il 21 maggio 1960, quando lasciò il paese per visitare Porto Rico, dove svolgeva funzioni di Delegato Apostolico. Il giorno dopo, il ministero degli esteri informò l'incaricato d'affari della nunziatura che a giudizio del governo il prolungamento della sua assenza favorirebbe il miglioramento delle relazioni e della situazione della gerarchia ecclesiastica nella Repubblica Dominicana. Allo stesso tempo il governo dichiarò il nunzio persona non grata.

### Dopo la Repubblica Dominicana

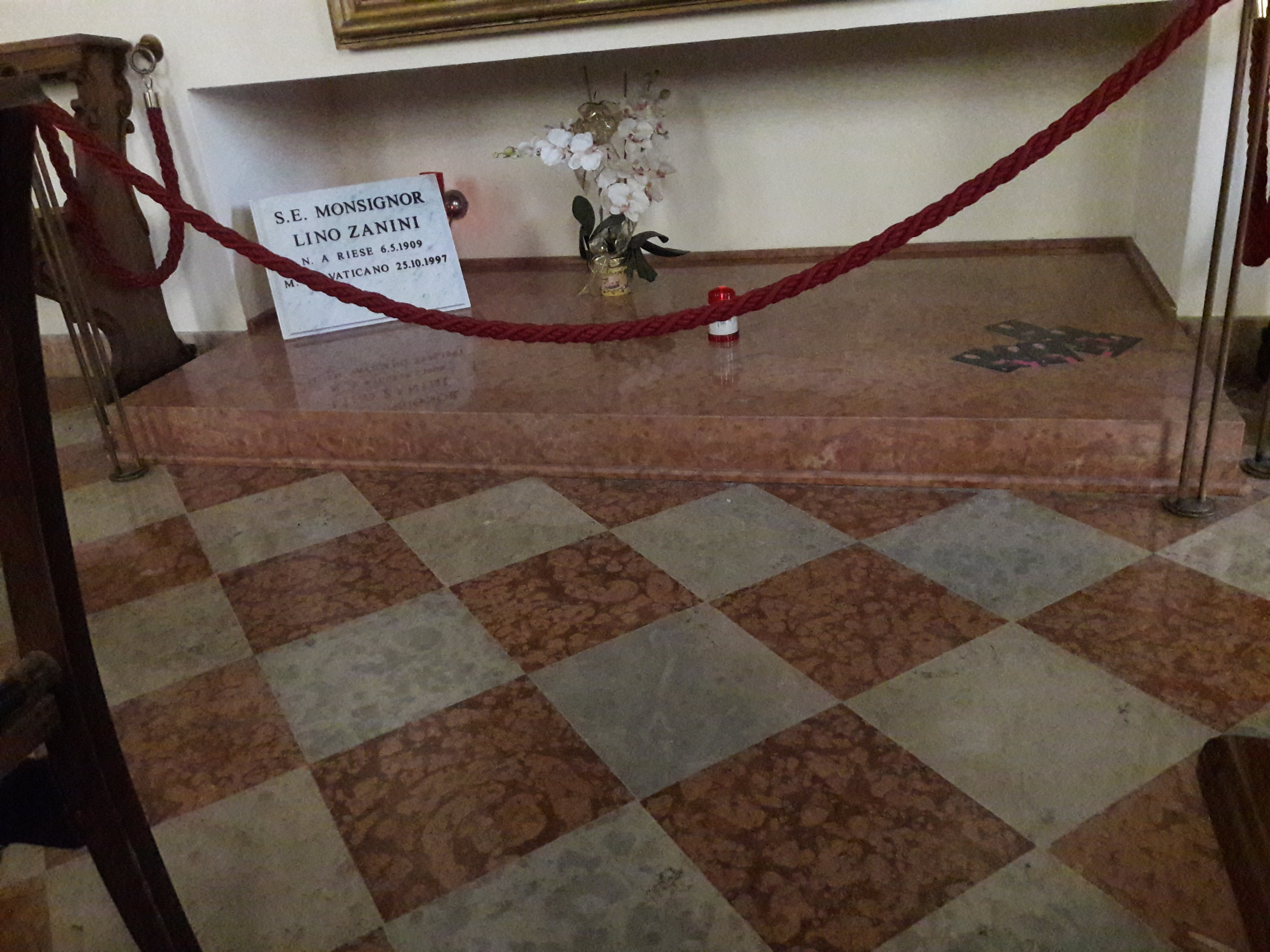
Tomba di monsignor Lino Zanini nel santuario della Beata Vergine delle Cendrole a Riese Pio X.

Dal 5 ottobre 1961 Zanini rientrò brevemente in Segreteria di Stato come officiale. Ricoprì l'incarico fino al 30 maggio successivo quando venne nominato delegato apostolico in Giordania, Cipro, Gerusalemme e in Palestina. Nel gennaio 1964 accolse papa Paolo VI nel suo primo viaggio in Terra santa e fu testimone dello storico incontro ecumenico tra il papa e il patriarca di Costantinopoli Atenagora. Il 4 gennaio 1966 fu trasferito alla nunziatura nella Repubblica Araba Unita e il 7 maggio 1969 in quella in Argentina. Nel 1973 divenne canonico vaticano ed ebbe anche l'incarico di delegato della basilica e della fabbrica di San Pietro. Il gennaio 1986 venne nominato presidente della Commissione permanente per la tutela dei monumenti storici ed artistici della Santa Sede. Furono di sua iniziativa i lavori di restauro delle grotte vaticane e delle cappelle della basilica di San Pietro. Fece anche installare gli ascensori che permettono ai pellegrini di salire più agevolmente alla cupola.
Il 24 maggio 1989 papa Giovanni Paolo II accettò la sua rinuncia all'incarico per raggiunti limiti di età.
Morì nella Città del Vaticano nelle prime ore del 25 ottobre 1997 all'età di 88 anni. Le esequie si tennero il 27 ottobre all'altare della cattedra della basilica di San Pietro in Vaticano e furono presiedute dal cardinale arciprete Virgilio Noè. Concelebrarono, tra gli altri, il presidente della Pontificia accademia dell'Immacolata cardinale Andrzej Maria Deskur, l'arcivescovo presidente del Pontificio consiglio delle comunicazioni sociali e della Filmoteca Vaticana John Patrick Foley con il vescovo segretario mons. Pierfranco Pastore, l'arcivescovo vicegerente del vicariato di Roma mons. Remigio Ragonesi, il vescovo segretario della Prefettura degli affari economici della Santa Sede mons. Luigi Sposito, il vescovo vicepresidente della Pontificia commissione per l'America Latina mons. Cipriano Calderón Polo e i canonici della basilica vaticana. Al termine del rito la salma fu traslata a Riese Pio X per essere tumulata nel locale cimitero. In seguito venne traslata nel santuario della Beata Vergine delle Cendrole dove tuttora riposa.

## Genealogia episcopale e successione apostolica
La genealogia episcopale è:
- Cardinale Scipione Rebiba
- Cardinale Giulio Antonio Santori
- Cardinale Girolamo Bernerio, O.P.
- Arcivescovo Galeazzo Sanvitale
- Cardinale Ludovico Ludovisi
- Cardinale Luigi Caetani
- Cardinale Ulderico Carpegna
- Cardinale Paluzzo Paluzzi Altieri degli Albertoni
- Papa Benedetto XIII
- Papa Benedetto XIV
- Cardinale Enrico Enriquez
- Arcivescovo Manuel Quintano Bonifaz
- Cardinale Buenaventura Córdoba Espinosa de la Cerda
- Cardinale Giuseppe Maria Doria Pamphilj
- Papa Pio VIII
- Papa Pio IX
- Cardinale Alessandro Franchi
- Cardinale Giovanni Simeoni
- Cardinale Antonio Agliardi
- Cardinale Basilio Pompilj
- Cardinale Adeodato Piazza, O.C.D.
- Cardinale Giovanni Urbani
- Arcivescovo Lino Zanini

La successione apostolica è:
- Vescovo José María Márquez Bernal, C.M.F. (1973)
- Vescovo Diego Gutiérrez Pedraza, O.S.A. (1973)